# 刘去
劉去（?—前70年），西漢第三位广川王，广川缪王刘齐子，广川惠王刘越孙，漢景帝曾孙。

## 生平
刘去原为广川缪王刘齐的太子。劉齊與同胞姊妹有姦情，刘齐病逝后，有关部门向汉武帝请求废除广川国，得到许可。
数月后，汉武帝不忍廣川國絕後，又下诏立刘去为广川王。时为征和二年（前91年）。
刘去师受《易》、《论语》、《孝经》皆通，好文辞、方技、博弈、倡优。劉去“幼而狠戾，長肆貪虐”，好聚集市井少年無賴盜墓，《西京雜記》記載他「好聚無賴少年游獵，游弋無度，國內塚藏，一皆發掘。爰猛說，大父為廣川王中尉，每諫王不聽，病免歸家，說王所發掘塚墓，不可勝數，其奇異者百數。」他曾盜掘晋幽公古墓，發現裡面有一百多具活殉女屍。有一次挖掘春秋時期晉國名將欒書的墳墓，發現墳墓內有一隻白狐。《太平廣記》記載，一次在掘開且渠墓時，劉去被嚇得半死，棺內的死人竟然栩栩如生，急忙退出，重新封好。
劉去原先宠爱姬妾王昭平、王地馀，分别许诺扶正，但此后刘去患病，另一姬妾陽城昭信侍疾恭谨，被刘去立为正妻。王昭平、王地馀忿怒欲杀陽城昭信，事发，皆被刘去虐杀。陽城昭信又讒说新得宠的姬妾陶望卿与官吏们通奸，刘去对陶望卿加以炮烙之刑，望卿投井而死。昭信叫人把陶望卿的屍體“椓杙其陰中（將木橛塞入陶望卿的陰道），割其鼻唇，斷其舌”，再将尸体肢解，当众用毒药烹煮糜烂至尽，連著殺害妹妹陶都及陶母。陽城昭信為保持得寵，仍繼續讒惑劉去殺害了後宮十餘位姬妾，手段兇殘，燔燒烹煮、生割剝人，逆節絕理至極。一位叫荣爱的美姬被绑在柱子上，劉去用烧红的尖刀剜掉她的两只眼珠，再割去大腿肉，最后用溶化的铅灌入她的口中。刘去的老师数次进谏，刘去又杀死了老师父子。陽城昭信只讓姬妾之中的兄女「陽城初」接近劉去，其他寵姬幾乎都被殺害。
本始三年（前71年）相內史將罪行告奏朝廷，次年（前70年）秋季劉去被削去王爵，放逐到上庸，於途中自殺，陽城昭信被棄市，廣川封國撤除。
宣帝地节四年（前66年），复立刘去兄刘文为广川王，是为广川戴王。